# Mensch Hermann
Mensch Hermann ist eine Fernsehserie der DDR. Sie wurde in einer Staffel mit sechs Folgen ausgestrahlt.
In der Serie geht es um Hermann Schindler, einen Klempnermeister, der auch im Ruhestand nicht von der Arbeit lassen kann. Schon lange Witwer, erlebt er mit Frauen den zweiten Frühling und vernachlässigt dadurch seine Familie.

## Folgen
| Folge | Titel                        | Erstsendung       |
| ----- | ---------------------------- | ----------------- |
| 1.    | Eine Frau mit vielen Kindern | DDR 1: 30.01.1987 |
| 2.    | Ein Fall fürs Kabarett       | DDR 1: 06.02.1987 |
| 3.    | Urlaub mit Hindernissen      | DDR 1: 13.02.1987 |
| 4.    | Hermann und Isolde           | DDR 1: 20.02.1987 |
| 5.    | Opa sieht doppelt            | DDR 1: 27.02.1987 |
| 6.    | Alte Liebe – junge Liebe     | DDR 1: 06.03.1987 |